# TxetxenAvto
TxetxenAvto (rus: Чеченавто) és un fabricant d'automòbils rus amb seu a Argun, a la República de Txetxènia. L'activitat de TxetxenAvto es va iniciar el 2008, per inicitaiva del govern txetxè i l'empresa AutoVAZ, establint-se a l'antiga fàbrica Pishchemash, que des del 1960 havia estat una de les instal·lacions industrials més importants de Txetxènia. Les primers unitats ensamblades van ser del model VAZ-2107. S'hi han fabricat els models Lada Priora i Lada Granta, i s'hi preveia també les del camió lleuger Vord (Ворд) i el Lada Vesta. El 4 de març del 2017 va iniciar la producció d'un bugui tot terreny d'ús militar, el Txàborz M-3, del que posteriorment se n'ha fabricat la versió de sis places (Txàborz M-6).